# Robert-Schuman-Monument

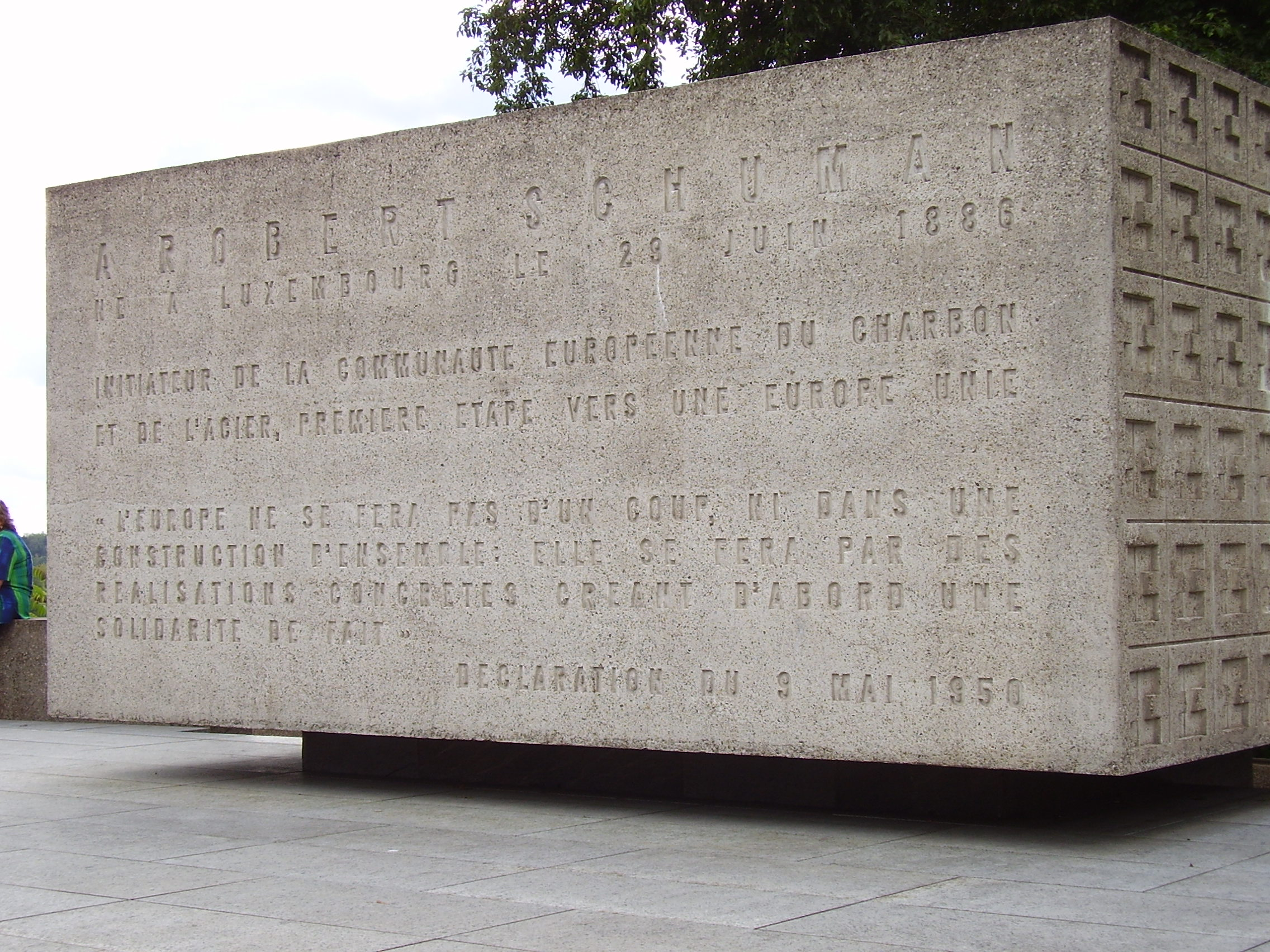
Inschriften am Denkmal

Das Robert-Schuman-Monument in Luxemburg wurde zum Andenken an Robert Schuman vom Architekten Robert Lentz gestaltet und am 24. Oktober 1966 gemeinsam mit der in unmittelbarer Nähe befindlichen Großherzogin-Charlotte-Brücke eingeweiht. 
Es besteht aus einem steinerner Sockel mit verschiedenen Inschriften an den Seiten und drei Stahlträgern. Das obere Ende läuft in sechs Spitzen aus, welche die sechs Gründungsmitglieder der EWG darstellen. Die Inschriften zitieren die Schuman-Erklärung vom 9. Mai 1950.
Die ursprüngliche Planung sah eine Aufstellung am Norbert-Metz-Platz vor.